# Kseniia Pantelieieva
Kseniia Hennadiivna Pantelieieva (ucraineană Ксенія Геннадіївна Пантелєєва; n. 11 mai 1994, Lviv, Regiunea Liov, Ucraina) este o scrimeră ucraineană specializată pe spadă.
A participat la Jocurile Olimpice de vară din 2012. A fost eliminată în tabloul de 32 de chinezoaica Li Na. La proba pe echipe, Ucraina a fost învinsă de Rusia în sferturile de finală și s-a aflat pe ultimul loc după meciurile de clasament.
La Campionatul Mondial de Scrimă din 2015, echipa Ucrainei a ajuns în semifinală, unde a pierdut cu România. A dispus de Franța în „finala mică”, cucerind medalia de bronz.

## Legături externe
Materiale media legate de Kseniia Pantelieieva la Wikimedia Commons
- Prezentare Arhivat în 24 septembrie 2015, la Wayback Machine. la Confederația Europeană de Scrimă
- en Kseniia Pantelieieva la Olympedia.org